# Soko Kidul
Soko Kidul is een bestuurslaag in het regentschap Demak van de provincie Midden-Java, Indonesië. Soko Kidul telt 2196 inwoners (volkstelling 2010).